# Manchester United F.C.
Câu lạc bộ bóng đá Manchester United (tiếng Anh: Manchester United Football Club, hay ngắn gọn là MU hay Man Utd) là một câu lạc bộ bóng đá chuyên nghiệp có trụ sở tại Old Trafford, Đại Manchester, Anh. Câu lạc bộ hiện đang chơi tại Giải bóng đá Ngoại hạng Anh, giải đấu hàng đầu trong hệ thống bóng đá Anh. Với biệt danh Quỷ Đỏ, câu lạc bộ được thành lập dưới tên Newton Heath LYR Football Club vào năm 1878, đổi tên thành Manchester United vào năm 1902 và chuyển đến sân vận động hiện tại, Old Trafford, vào năm 1910.
Manchester United hiện có 20 lần vô địch bóng đá Anh, đoạt 12 Cúp FA, 6 Cúp Liên đoàn và giữ kỷ lục 21 lần đoạt Siêu cúp Anh. Câu lạc bộ đã giành được 3 Cúp C1 châu Âu/UEFA Champions League, 1 UEFA Cup Winners' Cup, 1 UEFA Europa league, 1 Siêu cúp châu Âu, 1 Cúp Liên lục địa và 1 FIFA Club World Cup. Trong mùa giải 1998–99, Manchester United trở thành đội bóng Anh đầu tiên giành cú ăn ba trong một mùa giải, gồm các chức vô địch Ngoại hạng Anh, cúp FA và UEFA Champions League.
Thảm họa hàng không München năm 1958 đã cướp đi sinh mạng của tám cầu thủ. Năm 1968, dưới sự dẫn dắt của Matt Busby, Manchester United là câu lạc bộ bóng đá Anh đầu tiên giành Cúp C1 châu Âu. Huấn luyện viên Alex Ferguson đã giành 38 danh hiệu khi dẫn dắt câu lạc bộ kể từ năm 1986, trong đó có 13 chức vô địch Premier League, 5 Cúp FA và 2 UEFA Champions League, trước khi ông tuyên bố nghỉ hưu vào năm 2013. Huấn luyện viên chính gần đây nhất của câu lạc bộ là Rúben Amorim, người được bổ nhiệm vào năm 2024.
Manchester United là câu lạc bộ bóng đá đứng thứ hai về doanh thu trên thế giới trong mùa giải 2013-14, với doanh thu hàng năm 518 triệu euro và đứng thứ ba về giá trị đội bóng trên thế giới trong năm 2015 với trị giá 1,98 tỷ USD. Tính đến tháng 6 năm 2015, câu lạc bộ có giá trị thương hiệu bóng đá lớn nhất thế giới, ước tính trị giá 1,2 tỷ USD. Đây là một trong những đội bóng có số lượng người hâm mộ lớn nhất trên thế giới. Câu lạc bộ được vận hành dưới dạng công ty trách nhiệm hữu hạn cổ phần từ năm 1991 và sau khi được đưa lên sàn Chứng khoán Luân Đôn vào năm 1991, câu lạc bộ đã được Malcolm Glazer mua lại vào tháng 5 năm 2005 với giá gần 800 triệu bảng. Câu lạc bộ có một số kình địch, trong đó nổi bật là Liverpool, Manchester City, Arsenal, Leeds United và Chelsea.

## Lịch sử

### Những năm đầu (1878–1945)

Biểu đồ cho thấy quá trình thi đấu của Manchester United trong hệ thống các giải bóng đá ở Anh từ mùa giải 1892–93 với tên gọi Newton Heath cho đến nay

Manchester United được thành lập năm 1878 với tên gọi Newton Heath LYR Football Club bởi bộ phận Toa hành khách và Toa trần của công ty đường sắt Lancashire and Yorkshire Railway (LYR). Ban đầu đội thi đấu với các đội bóng của những bộ phận khác của công ty hay với những công ty đường sắt khác. Vào ngày 20 tháng 11 năm 1880, họ có trận đấu đầu tiên được ghi chép lại; họ mặc áo mang màu sắc của công ty – xanh lục vàng – và bị đội dự bị của Bolton Wanderers đánh bại 6–0. Tới năm 1888, câu lạc bộ trở thành thành viên sáng lập của The Combination, một giải bóng đá cấp vùng. Tuy nhiên giải này bị giải thể ngay sau mùa giải đầu tiên, do đó Newton Heath gia nhập giải bóng đá mới Football Alliance. Giải này cũng chỉ tồn tại được ba mùa giải trước khi bị sáp nhập vào Football League. Đội bắt đầu mùa giải 1892–93 tại Giải hạng nhất. Khi đó đội bắt đầu tách khỏi công ty đường sắt và bỏ 3 chữ "LYR" ra khỏi tên. Sau hai mùa giải, đội phải xuống chơi tại Giải hạng nhì.

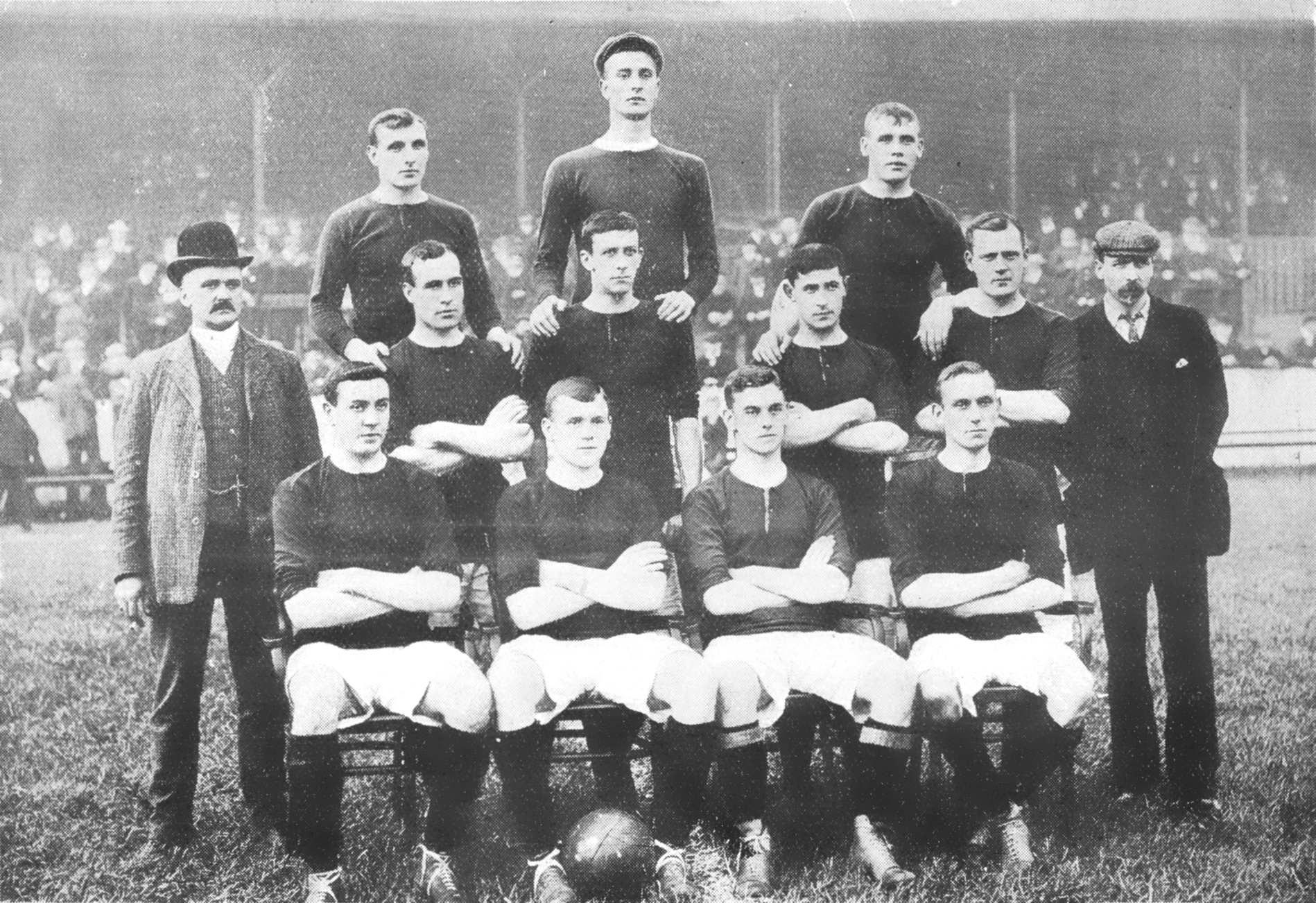
Đội hình Manchester United vào mùa giải 1905-06. Họ đã giành ngôi á quân Giải hạng nhì

Vào tháng 1 năm 1902, với số nợ 2.670 bảng – tương đương với 370.000 bảng năm 2025 – đội đứng trước nguy cơ bị giải thể. Đội trưởng Harry Stafford sau đó gặp được bốn thương nhân địa phương, trong đó có John Henry Davies (người trở thành chủ tịch câu lạc bộ), mỗi người sẵn lòng bỏ ra 500 bảng để đổi lấy quyền điều hành câu lạc bộ và cũng là những người đổi tên câu lạc bộ. Ngày 24 tháng 4 năm 1902, Manchester United chính thức ra đời. Dưới sự dẫn dắt của Ernest Mangnall, người được bổ nhiệm vào năm 1903, đội giành vị trí á quân Giải hạng nhì năm 1906 và giành quyền lên chơi ở Giải hạng nhất. Vào năm 1908 đội giành chức vô địch quốc gia đầu tiên. Mùa giải sau đó United khởi đầu với chức vô địch Charity Shield và kết thúc với chức vô địch Cúp FA. Manchester United vô địch Hạng nhất lần thứ hai vào năm 1911, nhưng cuối mùa giải sau đó, Mangnall chia tay đội để chuyển đến Manchester City.
Vào năm 1922, ba năm sau khi bóng đá trở lại sau Thế chiến thứ nhất, câu lạc bộ phải xuống chơi ở hạng hai và lên hạng trở lại vào năm 1925. Sau khi một lần nữa xuống hạng năm 1931, Manchester United hết lên rồi lại xuống hạng, trong đó vị trí thấp nhất mà đội sở hữu là vị trí thứ 20 tại giải hạng hai vào năm 1934. Sau khi John Henry Davies qua đời vào tháng 10 năm 1927, tình hình tài chính của câu lạc bộ xuống dốc khiến Manchester United chút nữa phá sản. May thay, vào tháng 12 năm 1931, James W. Gibson đầu tư 2.000 bảng và lên nắm quyền tại câu lạc bộ. Vào mùa giải 1938–39, mùa giải cuối cùng trước khi Thế chiến thứ hai nổ ra, đội kết thức ở vị trí thứ 14 tại giải hạng nhất.

### Kỷ nguyên Matt Busby (1945–1969)

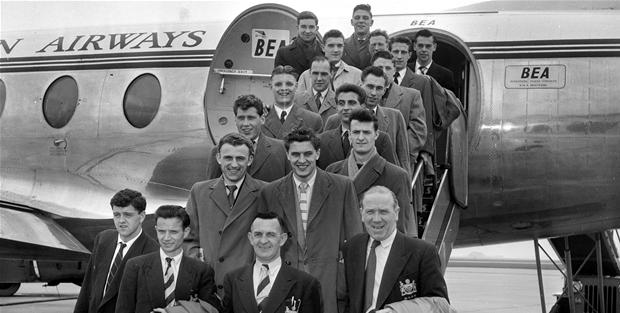
Những đứa trẻ của Busby tại Đan Mạch vào năm 1955. Huấn luyện viên Matt Busby đứng ở hàng phía trước bên phải.

Vào tháng 10 năm 1945, vị trí huấn luyện viên trưởng được giao cho Matt Busby, người yêu cầu được kiểm soát việc chọn lựa đội hình, chuyển nhượng cầu thủ và tập luyện của đội. Busby ba lần đưa câu lạc bộ về nhì ở giải vô địch quốc gia các năm 1947, 1948 và 1949, cùng với chức vô địch Cúp FA 1948. Vào năm 1952, câu lạc bộ giành chức vô địch giải hạng nhất, danh hiệu vô địch quốc gia đầu tiên sau 41 năm. Với độ tuổi trung bình là 22, đội hình vô địch quốc gia hai năm liên tiếp 1956 và 1957 được báo chí gọi với biệt danh "Những đứa trẻ của Busby" (The Busby Babes), một minh chứng cho niềm tin của Busby vào các cầu thủ trẻ của ông. Vào năm 1957, Manchester United trở thành đội bóng Anh đầu tiên dự Cúp C1 châu Âu, bất chấp phản đối từ phía The Football League, những người đã không cho Chelsea cơ hội bước ra châu Âu ở mùa giải trước đó. Mặc dù phải dừng bước ở bán kết trước Real Madrid, đội vẫn tạo nên kỳ tích với chiến thắng 10–0 trước Anderlecht của Bỉ. Đây vẫn là thắng lợi đậm nhất trong lịch sử câu lạc bộ.

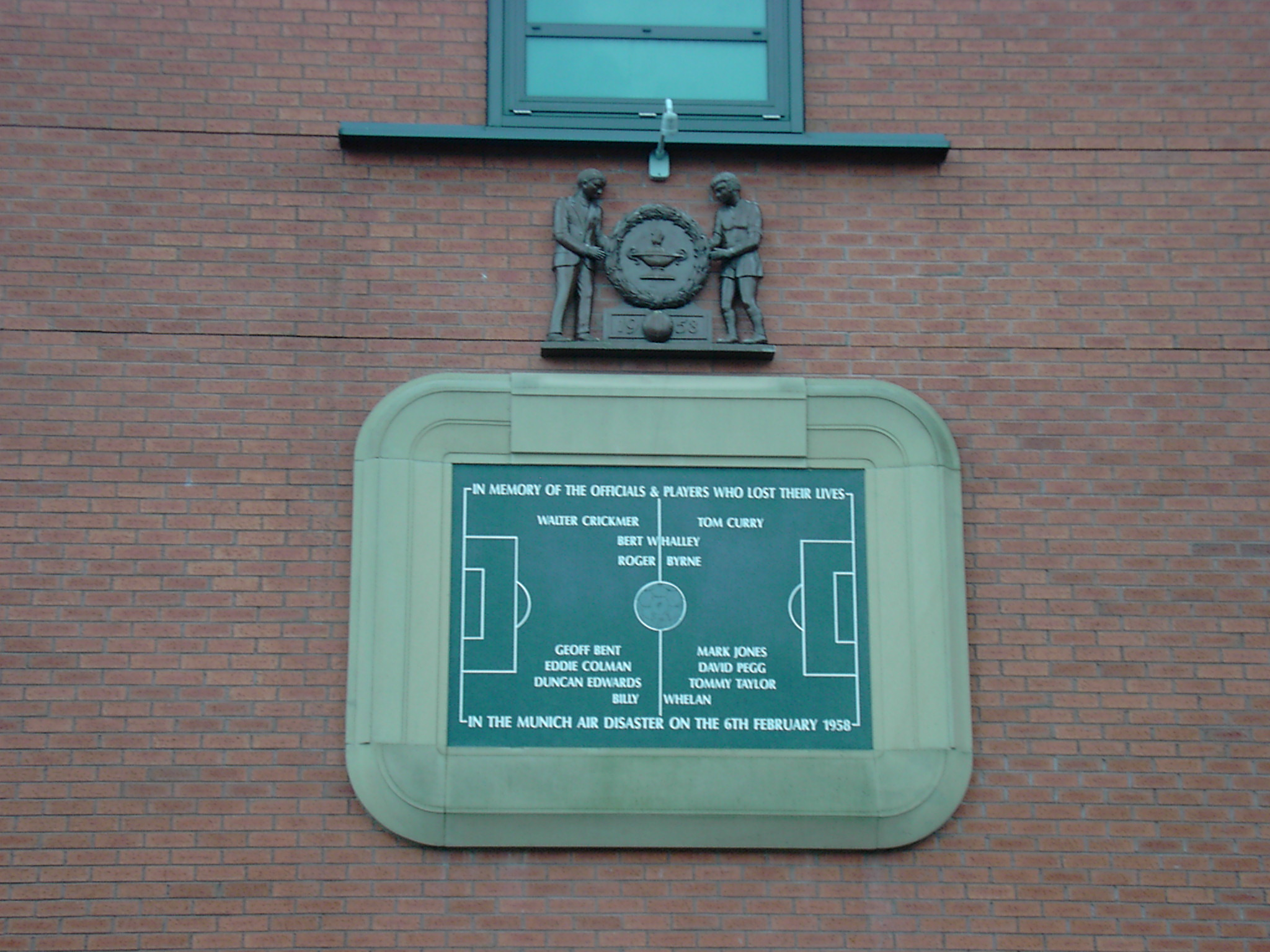
Một tấm bảng ở Old Trafford để tưởng nhớ những cầu thủ đã mất trong Thảm họa hàng không München, bao gồm tên các cầu thủ gặp tai nạn

Vào mùa giải sau, khi đang trên đường trở về nhà sau chiến thắng trước Sao Đỏ Beograd ở tứ kết Cúp C1, chiếc máy bay chở cầu thủ và ban huấn luyện Manchester United cùng các nhà báo gặp nạn trong lúc cố gắng cất cánh sau lần tiếp nhiên liệu tại München, Đức. Thảm họa hàng không München ngày 6 tháng 2 năm 1958 cướp đi sinh mạng của 23 người, trong đó có tám cầu thủ – Geoff Bent, Roger Byrne, Eddie Colman, Duncan Edwards, Mark Jones, David Pegg, Tommy Taylor và Billy Whelan – và làm nhiều người khác bị thương.

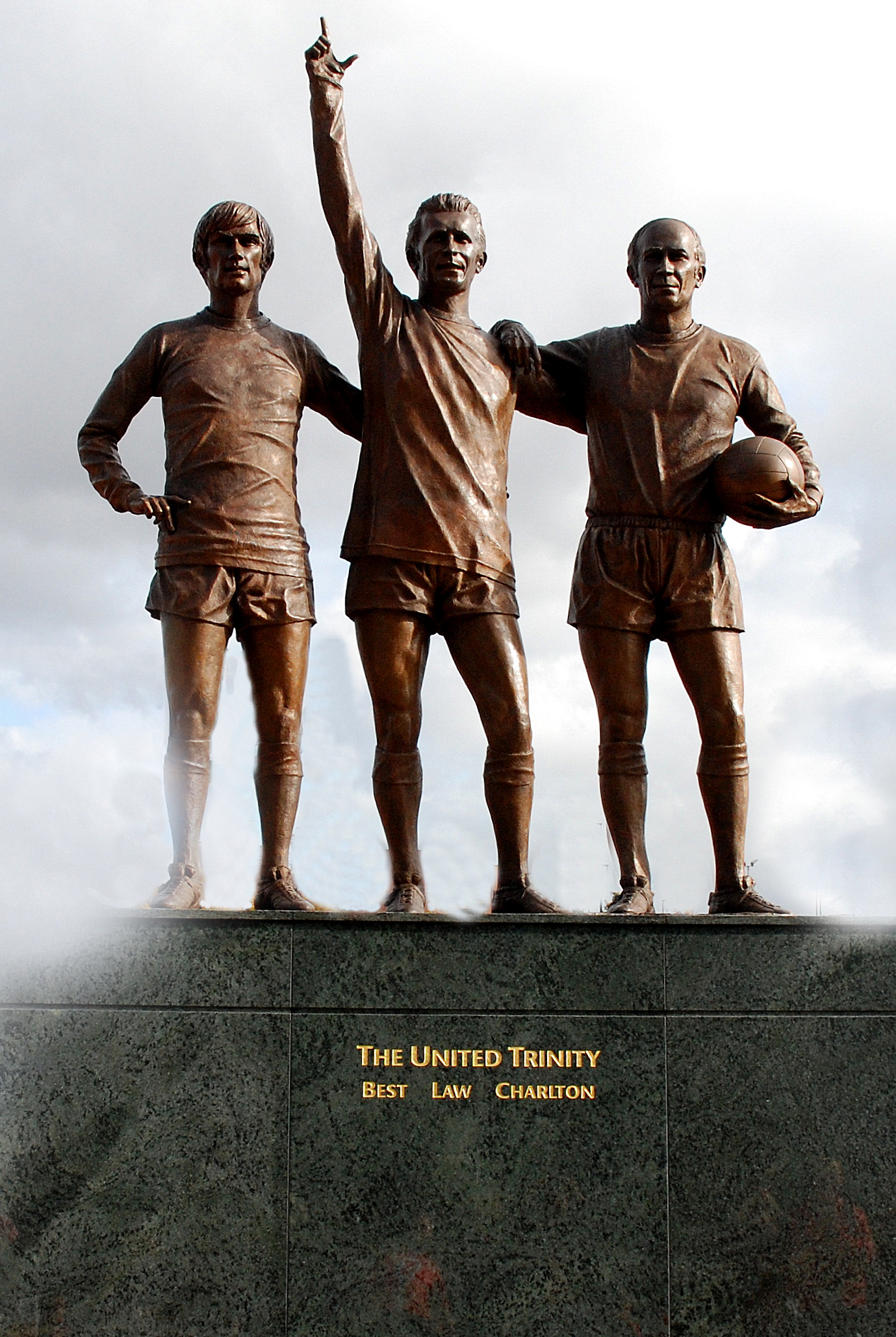
Bức tượng United Trinity bao gồm George Best (trái), Denis Law (giữa) và Bobby Charlton (phải) bên ngoài Old Trafford

Huấn luyện đội dự bị Jimmy Murphy đảm nhiệm cương vị huấn luyện viên trong thời gian Busby hồi phục sức khỏe và đội hình thay thế lọt vào chung kết Cúp FA, nơi họ thất bại trước Bolton Wanderers. Để bù đắp thiệt thòi của đội bóng, Liên đoàn bóng đá châu Âu mời đội tham dự Cúp C1 châu Âu 1958–59 cùng đội vô địch Anh năm đó là Wolverhampton Wanderers. Mặc dù được sự chấp thuận từ phía FA, Football League không cho đội tham dự giải. Busby tái thiết lại câu lạc bộ trong thập niên 1960 bằng việc ký hợp đồng với Denis Law và Pat Crerand, những người kết hợp với thế hệ cầu thủ trẻ kế cận của đội – trong đó có George Best – giành Cúp FA 1963. Mùa giải tiếp theo họ có được vị trí thứ ba ở giải quốc gia, và sau đó giành chức vô địch vào các năm 1965 và 1967. Vào năm 1968, Manchester United trở thành câu lạc bộ Anh đầu tiên (và câu lạc bộ Vương quốc Anh thứ hai) giành được chức vô địch Cúp C1 châu Âu khi đánh bại Benfica 4–1 trong trận chung kết với đội hình gồm ba cầu thủ châu Âu xuất sắc nhất năm: Bobby Charlton, Denis Law và George Best. Matt Busby rời câu lạc bộ vào năm 1969 và được thay thế bằng huấn luyện viên đội dự bị và cựu cầu thủ Manchester United Wilf McGuinness.

### 1969–1986

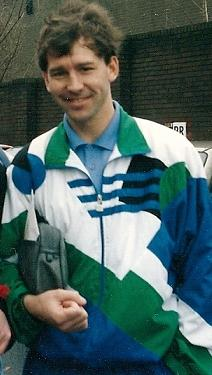
Bryan Robson là đội trưởng của Manchester United trong 12 năm, lâu hơn mọi cầu thủ nào khác.

Sau khi kết thúc mùa giải 1969–70 ở vị trí thứ tám và khởi đầu tệ hại ở mùa bóng 1970–71, Busby được câu lạc bộ thuyết phục quay trở lại ghế chỉ đạo, trong khi McGuinness trở lại vị trí huấn luyện đội dự bị. Vào tháng 6 năm 1971, Frank O'Farrell được chỉ định làm huấn luyện viên mới, nhưng chỉ trụ lại được 18 tháng trước khi bị thay thế bởi Tommy Docherty vào tháng 12 năm 1972. Docherty cứu Manchester United khỏi xuống hạng mùa giải năm đó nhưng cuối cùng United vẫn phải xuống hạng vào năm 1974; thời điểm đó bộ ba Best, Law, và Charlton đều đã chia tay câu lạc bộ. Đội thăng hạng ngay ở mùa giải sau đó và lọt vào trận chung kết Cúp FA 1976, nhưng bị Southampton hạ gục tại đây. Họ một lần nữa vào chung kết năm 1977 và đánh bại Liverpool với tỉ số 2–1. Không lâu sau Docherty bị buộc thôi chức vì quan hệ tình ái của ông với người vợ của nhân viên vật lý trị liệu câu lạc bộ bị phanh phui.
Dave Sexton thay thế Docherty làm huấn luyện viên vào mùa hè năm 1977. Mặc dù mang về nhiều bản hợp đồng lớn như Joe Jordan, Gordon McQueen, Gary Bailey và Ray Wilkins, đội vẫn không thể đạt được danh hiệu nào; họ về nhì ở mùa giải 1979–80 và để thua Arsenal trong trận chung kết Cúp FA 1979. Sexton đã bị sa thải vào năm 1981 dù Manchester United giành chiến thắng trong bảy trận cuối cùng dưới sự chỉ đạo của ông. Ông được thay thế bởi Ron Atkinson, người ngay lập tức đã phá vỡ kỉ lục chuyển nhượng ở Anh khi mua về Bryan Robson từ West Bromwich Albion. Dưới quyền Atkinson, United đoạt hai chức vô địch Cúp FA vào các năm 1983 và 1985. Vào mùa giải 1985-86, sau 13 chiến thắng và 2 trận hòa trong 15 trận đầu tiên, đội trở thành ứng cử viên số một cho ngôi vô địch, nhưng cuối cùng chỉ có được vị trí thứ bốn khi mùa giải kết thúc. Mùa giải sau việc United đứng trước nguy cơ bị xuống hạng lần nữa kiến Atkinson bị sa thải ngày 5 tháng 11 năm 1986.

### Triều đại Ferguson (1986–2013)

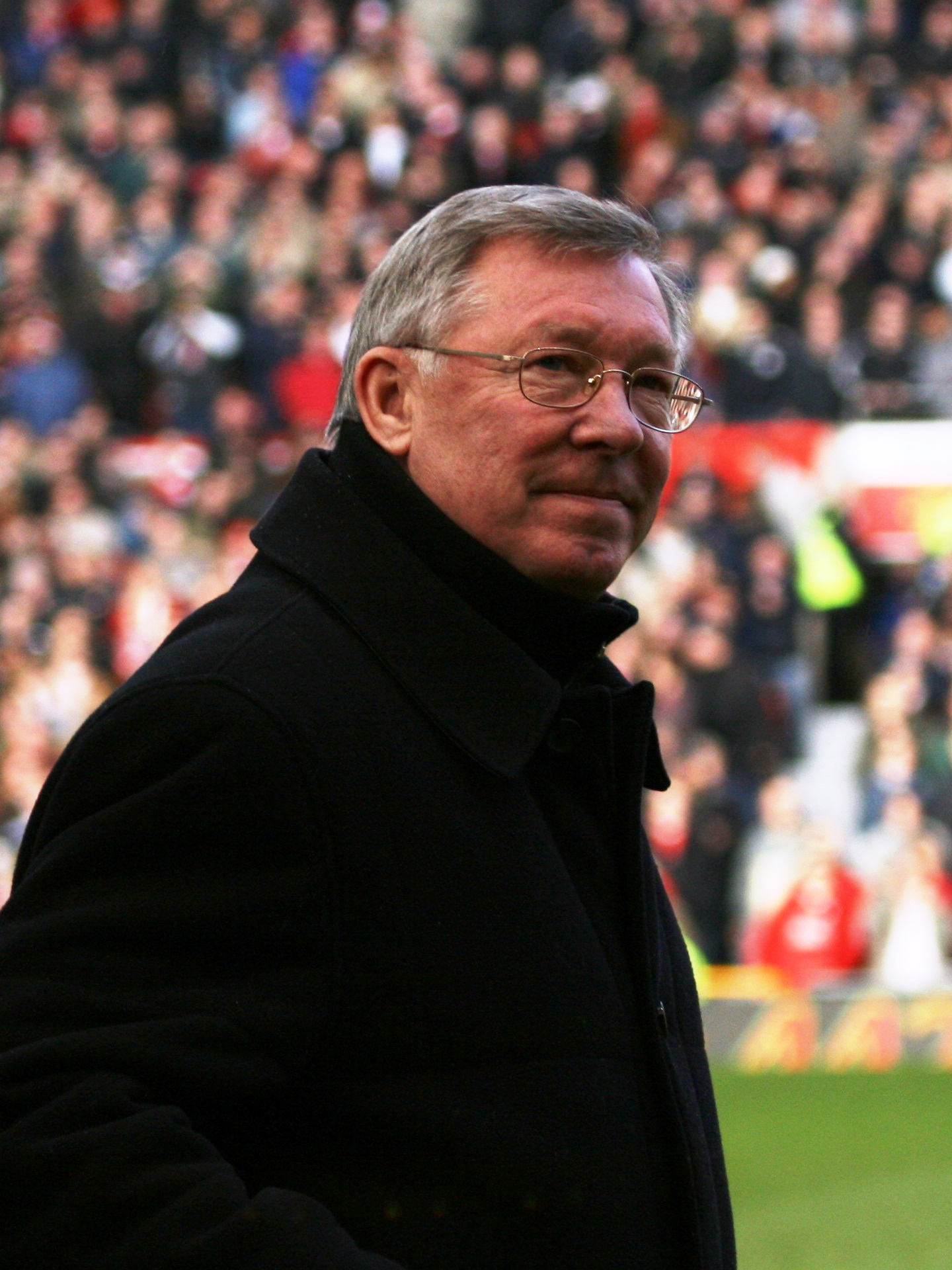
Alex Ferguson dẫn dắt đội bóng từ 1986 tới 2013.

Alex Ferguson cùng trợ lý Archie Knox chuyển tới từ Aberdeen vào ngày mà Atkinson bị sa thải và đưa đội kết thúc mùa giải ở vị trí 11. Mặc dù về nhì ở mùa giải 1987–88, đội trở lại vị trí thứ 11 vào mùa giải sau. Giữa lúc những đồn đoán về nguy cơ bị sa thải lên cao, chiến thắng trước Crystal Palace ở trận đá lại Chung kết Cúp FA 1990 (trước đó hòa 3–3) đã cứu vãn sự nghiệp của Ferguson. Mùa giải sau đó, Manchester United giành chức vô địch Cúp C2 châu Âu đầu tiên cùng chiến thắng trong trận tranh Siêu cúp châu Âu 1991 trước nhà vô địch Cúp C1 Sao Đỏ Beograd tại Old Trafford. Đội tiếp tục vào chung kết Cúp Liên đoàn 1992 và đánh bại Nottingham Forest 1–0 tại Wembley. Vào năm 1993, câu lạc bộ giành chức vô địch quốc gia đầu tiên kể từ năm 1967, và một năm sau bảo vệ thành công chức vô địch. Họ hoàn tất cú đúp danh hiệu đầu tiên trong lịch sử câu lạc bộ với chức vô địch Cúp FA 1994.

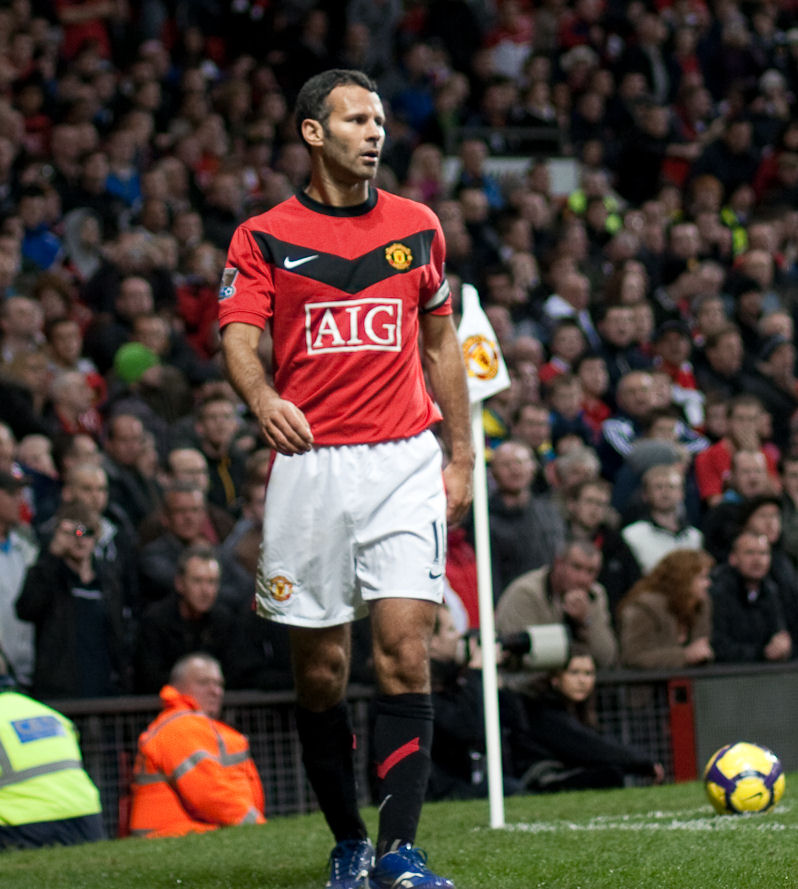
Ryan Giggs là cầu thủ giàu thành tích nhất lịch sử bóng đá Anh.

Vào mùa giải 1998–99, Manchester United trở thành đội đầu tiên vô địch Giải Ngoại hạng Anh, Cúp FA và UEFA Champions League – "Cú ăn ba" – trong cùng một mùa giải. Cuộc lội ngược dòng trong thời gian bù giờ trận Chung kết UEFA Champions League 1999 bằng 2 bàn thắng của Teddy Sheringham và Ole Gunnar Solskjær mang về thắng lợi kịch tính trước Bayern München. Chiến thắng này được coi là một trong những cuộc lội ngược dòng vĩ đại nhất mọi thời đại. Đội cũng giành chức vô địch Cúp Liên lục địa sau khi vượt qua Palmeiras với tỉ số 1–0 ở Tokyo. Ferguson sau đó được phong tước hiệp sĩ nhờ những cống hiến cho bóng đá.
Manchester United một lần nữa lên ngôi vô địch vào mùa giải 1999–2000 và 2000–01. Đội về thứ ba ở mùa 2001–02, trước khi đòi lại chức vô địch vào mùa 2002–03. Họ giành chức vô địch Cúp FA 2003–04 khi hạ Millwall 3–0 trong trận chung kết tại Sân vận động Thiên niên kỷ ở Cardiff. Vào mùa giải 2005–06, Manchester United lần đầu tiên sau một thập kỷ không vượt thể vượt qua vòng bảng UEFA Champions League, nhưng vẫn về đích ở vị trí thứ nhì ở Premier League và giành chức vô địch Cúp Liên đoàn 2006 trước Wigan Athletic. Họ trở lại ngôi vương tại Giải Ngoại hạng vào các mùa giải 2006–07 và 2007–08, đồng thời hoàn tất cú đúp với chiến thắng 6–5 trong loạt luân lưu trước Chelsea trong trận Chung kết UEFA Champions League 2008 trên Sân vận động Luzhniki ở Moskva. Đây cũng là trận đấu thứ 759 của Ryan Giggs cho câu lạc bộ, vượt qua kỷ lục của Bobby Charlton. Vào tháng 12 năm 2008, câu lạc bộ giành chức vô địch FIFA Club World Cup 2008, nối tiếp bằng danh hiệu vô địch Cúp Liên đoàn 2009, cùng chức vô địch Ngoại hạng thứ ba liên tiếp. Mùa hè năm đó Cristiano Ronaldo được bán sang Real Madrid với giá 80 triệu bảng Anh. Vào năm 2010, Manchester United đánh bại Aston Villa 2–1 để bảo vệ thành công chức vô địch Cúp Liên đoàn, đồng thời cũng là lần đầu tiên họ bảo vệ thành công chức vô địch một giải đấu cúp.
Sau khi kết thúc ở vị trí á quân trong mùa giải 2009–10, United đã giành chức vô địch thứ 19 kỷ lục trong mùa giải 2010–11, đảm bảo ngôi vô địch với trận hòa 1–1 trên sân khách trước Blackburn Rovers vào ngày 14 tháng 5 năm 2011. Con số này đã được nâng lên thành 20 chức vô địch trong mùa giải 2012–13, đảm bảo ngôi vô địch với chiến thắng 3–0 trên sân nhà trước Aston Villa vào ngày 22 tháng 4 năm 2013.

### 2013–nay
Vào ngày 8 tháng 5 năm 2013, Ferguson thông báo rằng ông sẽ nghỉ hưu với tư cách là huấn luyện viên trưởng vào cuối mùa giải, nhưng vẫn sẽ ở lại United với tư cách giám đốc và đại sứ câu lạc bộ. Ông nghỉ hưu với tư cách là vị huấn luyện viên trưởng thành công nhất trong lịch sử bóng đá. Câu lạc bộ đã thông báo vào ngày hôm sau rằng huấn luyện viên của Everton, David Moyes sẽ thay thế Ferguson làm huấn luyện viên từ ngày 1 tháng 7, với bản hợp đồng kéo dài sáu năm. Ryan Giggs tiếp quản vị trí huấn luyện viên kiêm cầu thủ tạm thời 10 tháng sau đó, vào ngày 22 tháng 4 năm 2014, khi Moyes bị sa thải sau một mùa giải kém cỏi, câu lạc bộ đã không thể bảo vệ được danh hiệu Premier League và không đủ điều kiện tham dự UEFA Champions League lần đầu tiên kể từ mùa giải 1995–96. Họ cũng không thể giành quyền tham dự Europa League, đồng nghĩa với việc đây là lần đầu tiên Manchester United không đủ điều kiện tham dự bất kỳ một giải đấu châu Âu nào kể từ năm 1990. Vào ngày 19 tháng 5 năm 2014, đã có thông tin xác nhận rằng Louis van Gaal sẽ thay thế Moyes làm huấn luyện viên trưởng Manchester United theo bản hợp đồng ba năm, với Giggs là trợ lý của ông. Malcolm Glazer, người đứng đầu gia đình sở hữu câu lạc bộ, đã qua đời vào ngày 28 tháng 5 năm 2014.

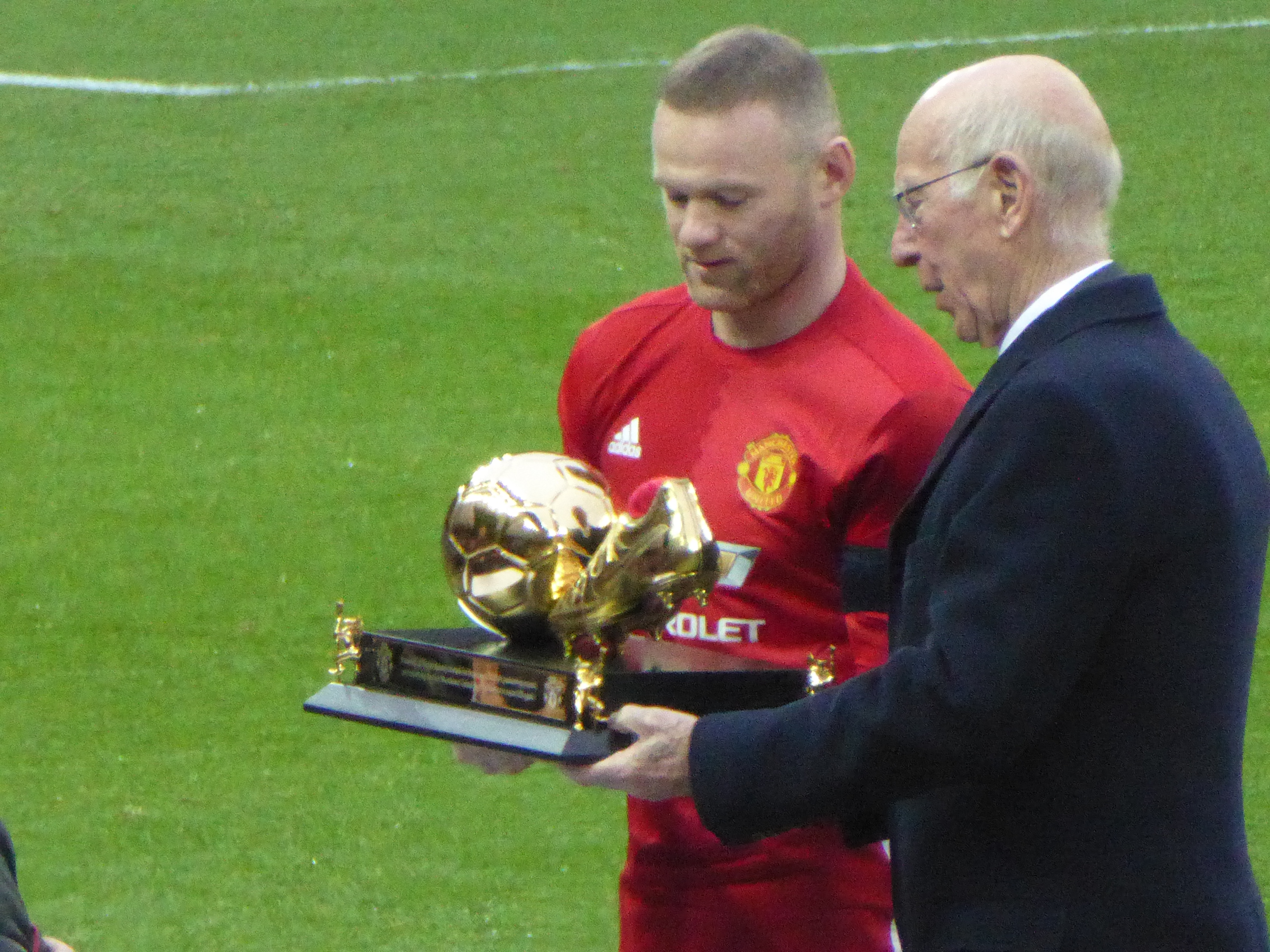
Wayne Rooney nhận giải thưởng cầu thủ ghi nhiều bàn thắng nhất lịch sử câu lạc bộ từ người giữ kỷ lục trước đó là Sir Bobby Charlton vào tháng 1 năm 2017.

Dưới thời Van Gaal, United đã giành được danh hiệu FA Cup lần thứ 12, nhưng sự sa sút đáng thất vọng vào giai đoạn giữa mùa giải thứ hai của ông đã dẫn đến những tin đồn về việc ban lãnh đạo sẽ tìm ra người thay thế tiềm năng. Van Gaal cuối cùng cũng bị sa thải chỉ hai ngày sau trận thắng cuối cùng ở Premier League, với việc United đứng thứ 5 tại giải đấu. Cựu huấn luyện viên của FC Porto, Chelsea, Inter Milan và Real Madrid, José Mourinho đã được bổ nhiệm thay thế ông vào ngày 27 tháng 5 năm 2016. Mourinho ký bản hợp đồng ba năm và trong mùa giải đầu tiên của ông đã giành được danh hiệu FA Community Shield, EFL Cup và UEFA Europa League. Wayne Rooney đã ghi bàn thắng thứ 250 cho United, bàn gỡ hòa ở phút bù giờ trong trận đấu với Stoke City vào tháng 1, vượt qua Sir Bobby Charlton để trở thành cầu thủ ghi nhiều bàn nhất mọi thời đại của câu lạc bộ. Mùa giải tiếp theo, United đứng thứ hai trên bảng xếp hạng – vị trí cao nhất của họ kể từ năm 2013 – nhưng vẫn kém đối thủ cùng thành phố Manchester City 19 điểm. Mourinho cũng dẫn dắt câu lạc bộ đến trận chung kết FA Cup lần thứ 19, nhưng họ để thua Chelsea 1–0. Vào ngày 18 tháng 12 năm 2018, khi United đang đứng ở vị trí thứ sáu trên bảng xếp hạng Premier League, kém 19 điểm so với đội dẫn đầu Liverpool và 11 điểm so với nhóm dự Champions League, Mourinho đã bị sa thải sau 144 trận. Ngày hôm sau, cựu tiền đạo của United, Ole Gunnar Solskjær được bổ nhiệm làm huấn luyện viên tạm thời cho đến cuối mùa giải. Vào ngày 28 tháng 3 năm 2019, sau chuỗi 14 trận thắng trong 19 trận đầu tiên cầm quân, Solskjær được bổ nhiệm làm huấn luyện viên trưởng theo bản hợp đồng ba năm.
Vào ngày 18 tháng 4 năm 2021, Manchester United thông báo rằng họ sẽ cùng 11 câu lạc bộ châu Âu khác thành lập European Super League, một giải đấu bao gồm 20 đội bóng được đề xuất nhằm cạnh tranh trực tiếp với UEFA Champions League. Thông báo này đã nhận phải sự phản ứng dữ dội chưa từng có từ những cổ động viên, các câu lạc bộ, đối tác truyền thông, nhà tài trợ, cầu thủ và Chính phủ Vương quốc Anh, buộc United phải rút lui chỉ hai ngày sau đó. Sự thất bại của dự án đã dẫn đến việc phó chủ tịch điều hành câu lạc bộ Ed Woodward từ chức, trong khi các cuộc biểu tình phản đối Woodward và gia đình Glazer dẫn đến việc nhiều cổ động viên lao vào sân trước trận đấu với Liverpool vào ngày 2 tháng 5 năm 2021, đây là lần đầu tiên trong lịch sử Premier League chứng kiến một trận đấu bị hoãn lại do sự phản đối của các cổ động viên.
Trên sân cỏ, United đã có trận thắng đậm nhất trong lịch sử Premier League với chiến thắng 9–0 trước Southampton vào ngày 2 tháng 2 năm 2021, nhưng họ đã kết thúc mùa giải với thất bại trên chấm phạt đền trong trận chung kết UEFA Europa League trước Villarreal, trải qua bốn mùa giải liên tiếp không giành được danh hiệu nào. Vào ngày 20 tháng 11 năm 2021, Manchester United quyết định sa thải Solskjær. Cựu tiền vệ Michael Carrick đảm nhận vai trò chỉ đạo đội bóng trong ba trận đấu tiếp theo, trước khi bổ nhiệm Ralf Rangnick làm huấn luyện viên tạm quyền cho đến cuối mùa giải.
Vào ngày 21 tháng 4 năm 2022, Erik ten Hag được bổ nhiệm làm huấn luyện viên trưởng từ cuối mùa giải 2021–22, ký hợp đồng có thời hạn cho đến tháng 6 năm 2025 với tùy chọn gia hạn thêm một năm. Vào ngày 23 tháng 5 năm 2022, Mitchell van der Gaag và Steve McClaren được xác nhận là trợ lý huấn luyện viên của Ten Hag. Trong hai năm dẫn dắt, ten Hag cùng với câu lạc bộ giành được cúp EFL 2022–23 và cúp FA vào năm 2024 khi đánh bại Manchester City trong trận chung kết với tỷ số 2–1. Sau khi trải qua chuỗi thành tích bết bát ở đầu mùa giải 2024–25, câu lạc bộ chấm dứt hợp đồng với ten Hag và Ruud van Nistelrooy lên tạm quyền ngay sau đó.

## Huy hiệu và màu áo
Huy hiệu của câu lạc bộ được thiết kế dựa trên huy hiệu của Hội đồng Thành phố Manchester, mặc dù huy hiệu ngày nay chỉ giữ lại hình ảnh chiếc thuyền buồm căng gió. Hình ảnh con quỷ bắt nguồn từ biệt danh "The Red Devils"; hình ảnh này xuất hiện trong các tờ chương trình của câu lạc bộ và trên khăn quàng cổ vào thập niên 1960, và được đưa vào huy hiệu câu lạc bộ năm 1970, mặc dù huy hiệu không được in lên ngực áo đấu cầu thủ cho đến năm 1971 (trừ khi đội bóng chơi trong trận chung kết khi đấu cúp).
Một bức ảnh của đội Newton Heath năm 1892 được cho là chụp các cầu thủ mặc áo màu đỏ và màu trắng với quần knickerbocker màu xanh hải quân. Từ 1894-1896, các cầu thủ mặc áo màu xanh lá cây vàng. và được thay thế vào năm 1896 bằng áo sơ mi trắng và quần short màu xanh hải quân.
Sau khi thay đổi tên vào năm 1902, màu sắc của câu lạc bộ được thay đổi thành áo đỏ, quần trắng và tất màu đen; đây cũng chính là màu trang phục sân nhà chuẩn của Manchester United. Áo đấu ít thay đổi cho đến năm 1922 khi câu lạc bộ áp dụng áo sơ mi trắng với chữ "V" màu đỏ đậm quanh cổ, tương tự như chiếc áo mặc trong trận chung kết Cúp FA 1909. Chiếc áo được mặc định làm áo đấu sân nhà cho đến năm 1927. Có một giai đoạn vào năm 1934, chiếc áo đấu phụ màu anh đào sọc ngang màu trắng trở thành áo đấu sân nhà, nhưng mùa giải sau đó chiếc áo màu đỏ được sử dụng lại. Tất màu đen được thay đổi thành màu trắng từ năm 1959 đến năm 1965, đổi thành màu đỏ cho đến năm 1971 khi câu lạc bộ trả lại màu tất đen. Quần đen và/hoặc tất trắng đôi khi cũng được sử dụng với áo đỏ, hầu hết là trong các trận sân khách để tranh trùng màu với đội chủ nhà. Áo sân nhà hiện nay là một chiếc áo được chia thành hai nửa đỏ bên đậm bên nhạt, được phân cách bằng một dải họa tiết sáu cạnh với ba sọc Adidas màu trắng chạy dọc thân bên áo.
Manchester United thi đấu sân khách thường mặc áo trắng, quần đen và tất trắng, nhưng đã có một số trường hợp ngoại lệ. Áo đấu bao gồm một dải màu đen với trang trí màu xanh vàng từ năm 1993 đến năm 1995, những chiếc áo sơ mi màu xanh hải quân với mối xoắn ngang màu bạc trong mùa giải 1999-2000, và các bộ áo đấu màu giải 2011-12 trở đi, trong đó có một áo đấu có nền xanh hoàng gia và sọc được tạo nên từ nhưng dải màu đen và xanh dương, với quần short màu đen và tất màu xanh. Áo đấu màu xám mặc trong mùa giải 1995-1996 bị bỏ chỉ sau năm trận đấu vì cầu thủ khẳng định rất khó khăn khi tìm đồng đội phối hợp. Năm 2001, để kỷ niệm 100 năm đổi tên, Manchester United phát hành áo đấu lộn trái phải như nhau màu trắng/vàng, mặc dù thực tế những chiếc áo khi mang ra thi đấu không lộn trái phải như nhau được.
Bộ áo đấu thứ ba của câu lạc bộ thường là hoàn toàn xanh, đây là trường hợp gần đây nhất là trong mùa giải 2014-15. Trường hợp ngoại lệ bao gồm áo hai nửa màu xanh lá cây vàng từ năm 1992 đến năm 1994, một chiếc áo sọc xanh-trắng mặc trong 1994-1995 và 1995-1996 và một lần trong mùa 1996-97, một bộ áo đấu toàn màu đen mặc trong mùa giải 1998-1999, và áo trắng với mối xoắn ngang màu đen và đỏ mặc từ năm 2003 tới 2005. Từ năm 2006-07 tới 2013-14, áo đấu thứ ba thường giống áo mùa giải trước, những trường hợp ngoại lệ là mùa giải 2008-09 và mùa giải 2014-15.

### Huy hiệu

Huy hiệu Manchester United (1960-1973)
Huy hiệu Manchester United (1973-1998)
Huy hiệu Manchester United (1998-nay)

Huy hiệu câu lạc bộ Manchester United thay đổi theo dòng thời gian lịch sử. Huy hiệu của câu lạc bộ gắn liền từ biệt danh của câu lạc bộ là "The Red Devils". Năm 1998, Huy hiệu được thiết kế lại một lần nữa, loại bỏ cụm từ "Football Club".

### Trang phục áo đấu
| 1879–87 | 1887–93 | 1893–94 | 1894–96 | 1896–1902 |

| 1902–20, 1921–22, 1927–34, 1934–60, 1971–2018[EN] | 1920–21, 1963–71 | 1922–27 | 1934 | 1960–63 · (1997–nay)[EU] |

Ghi chú
1. ^ Kể từ năm 1997 cách phối màu này được dùng chủ yếu trong các trận quốc nội và giao hữu.
2. ^ Kể từ năm 1997 cách phối màu này được dùng chủ yếu trong các trận châu Âu và quốc tế.

## Sân vận động

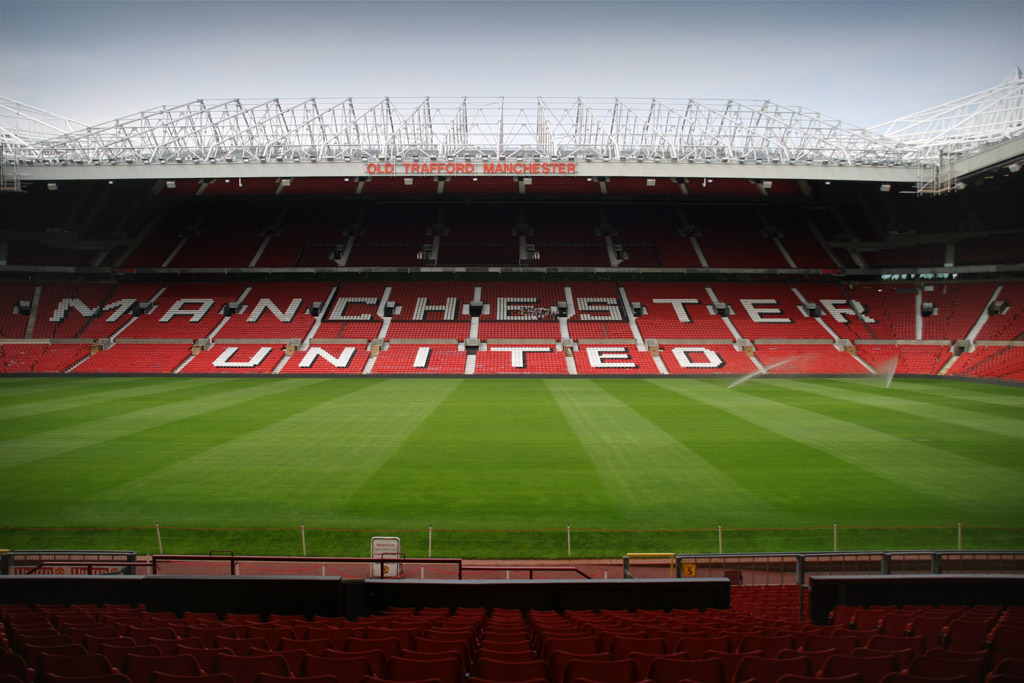
Old Trafford sau khi mở rộng vào năm 2006.

Newton Heath ban đầu thi đấu tại sân North Road gần đường ray; sức chứa ban đầu vào khoảng 12.000, nhưng ban lãnh đạo cho rằng cơ sở vật chất như vậy không đủ để câu lạc bộ gia nhập The Football League. Việc mở rộng bắt đầu vào năm 1887 và tới năm 1891, Newton Heath làm thêm hai khán đài, mỗi khán đài có sức chứa 1.000 khán giả. Số khán giả cao nhất được ghi chép lại của một trận đấu tại North Road là 15.000 (gặp Sunderland ngày 4 tháng 3 năm 1893). Số khán giả cũng là tương tự khi đội gặp Gorton Villa vào ngày 5 tháng 9 năm 1889.
Vào tháng 6 năm 1893, sau khi Manchester Deans và Canons, chủ sở hữu của North Road thu hồi quyền sử dụng sân từ tay Manchester United, thư ký A. H. Albut liền có được quyền sử dụng sân Bank Street ở Clayton. Sân ban đầu không có khán đài nhưng trước khi mùa 1893–94 bắt đầu đã có thêm hai khán đài được xây thêm; một khán đài bao trọn chiều dài một phía sân và khán đài còn lại nằm ở phía sau cầu môn có tên "Bradford end". Ở đầu cầu môn bên kia mang tên "Clayton end", dần được xây dựng. Trận đầu tiên của Newton Heath tại Bank Street là trước Burnley vào ngày 1 tháng 9 năm 1893, trong đó 10.000 khán giả chứng kiến cú hat-trick của Alf Farman giúp Newton Heath đi tới thắng lợi 3–2. Các khán đài còn lại được hoàn thành cho trận đấu ba tuần sau với Nottingham Forest. Vào tháng 10 năm 1895, trước chuyến làm khách của Manchester City, câu lạc bộ mua về một khán đài 2.000 chỗ từ câu lạc bộ rugby league Broughton Rangers. Tuy nhiên thời tiết xấu khiến trận đấu với Manchester City chỉ có 12.000 người tới xem.
Khi sân Bank Street tạm thời đóng cửa năm 1902, đội trưởng Harry Stafford quyên góp tiền để trả trận đấu sân khách tiếp theo của đội tại Bristol City và tìm ra một sân vận động tạm thời tại Harpurhey cho trận tiếp theo của đội dự bị gặp Padiham. Sau những đầu tư về mặt tài chính, tân chủ tịch John Henry Davies chi 500 bảng để dựng lên một khán đài 1.000 chỗ có lắp ghế ngồi tại Bank Street.
Tuy nhiên, sau chức vô địch quốc gia đầu tiên của Manchester United vào năm 1908 và Cúp FA năm 1909, Bank Street đã trở nên không đủ với tham vọng của Davies; tới tháng 2 năm 1909, Old Trafford trở thành tên sân vận động mới của Manchester United sau khi câu lạc bộ mua lại mảnh đất có giá 60.000 bảng. Kiến trúc sư Archibald Leitch được giao ngân sách 30.000 bảng để xây dựng; Công trình được xây dựng bởi Messrs Brameld and Smith of Manchester. Lượng khán giả kỷ lục của sân vận động là 76.962 người tới sân vào ngày 25 tháng 3 năm 1939, trong trận bán kết Cúp FA giữa Wolverhampton Wanderers và Grimsby Town.
Những trận oanh tạc bằng bom trong Thế chiến thứ hai phá hủy phần lớn sân vận động; đường hầm trung tâm ở South Stand là phần duy nhất còn lại của khán đài này. Sau chiến tranh, câu lạc bộ nhận được 22.278 bảng tiền bồi thường từ Ủy ban Thiệt hại Chiến tranh. Khi cộng cuộc tái xây dựng sân được tiến hành, đội đá các trận sân nhà tại sân Maine Road của Manchester City; Manchester United phải đóng phí thuê sân là 5.000 bảng 1 năm, cộng thêm một phần nhỏ tiền vé thu được. Một trong những nâng cấp đáng kể của Old Trafford là mái che, đầu tiên là tại khán đài Stretford End và sau đó là khán đài Bắc và Đông. Các cột trụ đỡ mái gây cản trở tầm nhìn của cổ động viên được thay thế bằng kết cấu dầm chìa (cantilever). Bốn cột dàn đèn cao 180 foot (55 m) có giá 40.000 bảng lần đầu được dựng lên vào ngày 25 tháng 3 năm 1957, mỗi cột gồm 54 bóng đèn. Các cột này được gỡ vào năm 1987 và được thay bằng hệ thống chiếu sáng gắn vào mái của các khán đài như ngày nay.
Các yêu cầu của Taylor Report dành cho một sân vận động có ghế ngồi góp phần làm giảm số chỗ ngồi của Old Trafford xuống khoảng 44.000 vào năm 1993. Vào năm 1995, North Stand được thiết kế lại thành ba tầng giúp tăng số chỗ ngồi lên 55.000. Cuối mùa giải 1998–99, các khán đài East và West được tăng thêm một tầng nữa, nâng sức chứa lên 67.000, và từ tháng 7 năm 2005 tới tháng 5 năm 2006, 8.000 chỗ ngồi nữa được bổ sung ở hai góc khán đài đông bắc và tây bắc. Một phần chỗ ngồi mới được sử dụng vào ngày 26 tháng 3 năm 2006, khi lượng khán giả 69.070 người trở thành kỷ lục mới tại Giải Ngoại hạng Anh. Kỷ lục dần được đẩy lên cho tới khi chạm đỉnh vào tháng 3 năm 2007 khi có 76.098 khán giả tới chứng kiến thắng lợi 4–1 của Manchester United trước Blackburn Rovers, với chỉ 114 ghế trống (trên tổng số 76.212). Vào năm 2009, việc sắp xếp lại chỗ ngồi khiến số chỗ ngồi giảm xuống còn 75.957. Manchester United là câu lạc bộ có lượng khán giả trung bình chỉ sau Borussia Dortmund.

## Người hâm mộ
Manchester United là một trong những câu lạc bộ bóng đá nổi tiếng nhất trên thế giới, với một lượng khán giả đến sân trung bình cao nhất châu Âu. Câu lạc bộ cho biết lực lượng người hâm mộ trên toàn thế giới của đội bao gồm hơn 200 hội chính thức được công nhận bởi Manchester United Supporters Club (MUSC), tại ít nhất 24 quốc gia. Câu lạc bộ hưởng lợi từ lực lượng người hâm mộ trên thế giới thông qua các tour du đấu mùa hè. Công ty kiểm toán Deloitte ước tính rằng Manchester United có 75 triệu người hâm mộ trên toàn thế giới, trong khi ước tính khác cho rằng con số này gần 333 triệu người hâm mộ. Câu lạc bộ cũng là đội thể thao có số người theo dõi nhiều thứ ba trên mạng xã hội (sau Barcelona và Real Madrid), với trên 71 triệu fan trên Facebook tính tới tháng 9 năm 2016. Một nghiên cứu vào năm 2014 cho thấy Manchester United có người hâm mộ cổ vũ ầm ĩ nhất tại Giải bóng đá Ngoại hạng Anh.
Người hâm mộ được đại diện bởi hai hiệp hội độc lập nhau, Independent Manchester United Supporters' Association (IMUSA) duy trì liên kết chặt chẽ với câu lạc bộ thông qua MUFC Fans Forum, và Manchester United Supporters' Trust (MUST). Sau khi câu lạc bộ được tiếp quản bởi gia đình Glazer vào năm 2005, một nhóm người hâm mộ thành lập một câu lạc bộ riêng mang tên F.C. United of Manchester để phản đối sự kiện này. Khán đài phía tây của Old Trafford – hay "Stretford End" – là khán đài nổi tiếng nơi có các cổ động viên cổ vũ cuồng nhiệt nhất.

### Kình địch
Manchester United là kình địch của Arsenal, Leeds United, Liverpool và Manchester City, đối thủ cùng thành phố trong những trận Derby Manchester.
Sự kình địch với Liverpool bắt nguồn từ sự cạnh tranh giữa hai thành phố trong thời kỳ Cách mạng công nghiệp khi thành phố Manchester nổi tiếng với ngành công nghiệp dệt may trong khi đó Liverpool là một thành phố cảng lớn. Manchester United và Liverpool cũng là hai đội bóng thành công nhất nước Anh và, trong nhiều thời điểm lịch sử, cả hai đội bóng cạnh tranh nhau chức vô địch (gần đây nhất là mùa giải 2008-09). Các trận đấu giữa hai đội thường được cầu thủ và người hâm mộ hai bên coi là trận đấu quan trọng nhất mùa giải.
Sự kình địch với Leeds bắt nguồn từ Chiến tranh Hoa Hồng giữa Nhà Lancaster và Nhà York, với Manchester United đại diện cho Lancashire còn Leeds đại diện cho Yorkshire.
Sự kình địch với Arsenal xuất phát từ những lần hai đội bóng, cũng như hai huấn luyện viên Alex Ferguson và Arsène Wenger, cạnh tranh nhau chức vô địch. Với tổng cộng 33 danh hiệu (20 cho Manchester United, 13 cho Arsenal) cuộc đối đầu giữa hai độ được coi là cuộc so tài thú vị nhất trong lịch sử Premier League.

## Thương hiệu toàn cầu
Manchester United được coi là một thương hiệu toàn cầu; một báo cáo năm 2011 của Brand Finance định giá thương hiệu của câu lạc bộ và sở hữu trí tuệ liên quan lên đến 412 triệu bảng Anh - tăng 39 triệu bảng so với năm trước đó, hơn Real Madrid là đội xếp thứ hai khoảng 11 triệu bảng, đồng thời xếp hạng thương hiệu ở mức AAA (cực kỳ mạnh). Trong tháng 7 năm 2012, Manchester United được tạp chí Forbes xếp hạng nhất trong danh sách mười thương hiệu đội thể thao có giá trị lớn nhất, định giá thương hiệu của Manchester United vào khoảng 2,23 tỷ USD. Câu lạc bộ xếp hạng thứ ba trong Deloitte Football Money League (sau Real Madrid và Barcelona) theo doanh thu. Vào tháng 1 năm 2013, câu lạc bộ trở thành đội thể thao đầu tiên trên thế giới được định giá 3 tỷ USD. Tạp chí Forbes đánh giá câu lạc bộ có giá trị khoảng 3,3 tỷ USD - cao hơn 1,2 tỷ USD so với đội thể thao có giá trị nhất tiếp theo.
Sức mạnh cốt lõi thương hiệu toàn cầu của Manchester United thường được cho là nhờ công lao của Matt Busby trong việc xây dựng lại đội bóng và thành công của câu lạc bộ sau thảm họa München, điều thế giới hết lời ca ngợi. Đội hình "biểu tượng" gồm Bobby Charlton và Nobby Stiles (thành viên của đội tuyển Anh vô địch World Cup), Denis Law và George Best. Với lối chơi tấn công (khác hẳn với lối chơi phòng ngự "catenaccio" của các câu lạc bộ Ý cùng thời) "khiến người hâm mộ bóng đá Anh cảm thấy thích thú". Đội bóng của Busby cũng gắn liền với sự tự do hóa của xã hội phương Tây trong thập niên 1960; George Best được gọi là "thành viên thứ năm của ban nhạc The Beatles" (fifth Beatle) nhờ mái tóc đặc trưng của ông, và là cầu thủ bóng đá đầu tiên thực sự tạo dựng hình ảnh ngoài sân cỏ với giới truyền thông.
Với tư cách là câu lạc bộ bóng đá Anh thứ hai xuất hiện trên thị trường chứng khoán Luân Đôn vào năm 1991, câu lạc bộ tăng vốn đáng kể, và có động lực để tiếp tục phát triển chiến lược thương mại của mình. Sức mạnh của thương hiệu Manchester United được hỗ trợ rất nhiều việc truyền thông chú ý đến các hoạt động bên ngoài sân cỏ của các cầu thủ, đặc biệt là David Beckham (người nhanh chóng phát triển thương hiệu toàn cầu của riêng mình). Sự chú ý này thường tạo ra sự chú ý đặc biệt tới các hoạt động bóng đá của đội, và do đó tạo cơ hội thu hút nhà tài trợ, yếu tố phụ thuộc vào truyền hình. Trong thời gian ở câu lạc bộ, sự nổi tiếng của Beckham trên khắp châu Á đóng vai tò quan trọng đối với thành công về mặt thương mại của câu lạc bộ tại đây.
Do kết quả xếp hạng cao tại giả vô địch quốc gia mang lại giá trị bản quyền truyền hình lớn hơn, thành công trên sân tạo ra thu nhập lớn cho câu lạc bộ. Kể từ khi Premier League ra đời, Manchester United là đội nhận được phần lớn nhất trong doanh thu từ hợp đồng truyền hình với BSkyB. Manchester United cũng luôn là câu lạc bộ bóng đá Anh có doanh thu hàng năm cao nhất. Mùa giải 2005-06, bộ phận thương mại của câu lạc bộ kiếm về khoảng 51 triệu bảng Anh, so với khoảng 42,5 triệu của Chelsea, 39,3 triệu của Liverpool, 34 triệu bảng của Arsenal và 27,9 triệu của Newcastle United. Một trong những nhà tài trợ quan trọng là công ty trang phục thể thao Nike. Nike quản lý hoạt động bán hàng của câu lạc bộ với một hợp đồng 13 năm quan hệ đối tác với giá trị £ 303 triệu bảng Anh bắt đầu vào năm 2002. Ngoài ra, Manchester United mang nhãn hiệu dịch vụ truyền thông với kênh truyền hình dành riêng cho câu lạc bộ, đó là kênh MUTV - đã cho phép câu lạc bộ mở rộng lượng fan hâm mộ của mình vượt ra ngoài tầm Old Trafford.

### Nhà tài trợ
Công ty điện tử Sharp Electronics đã trở thành nhà tài trợ áo đầu tiên của câu lạc bộ vào đầu mùa giải 1982-1983 theo một hợp đồng tài trợ ban đầu 5 năm trị giá 500.000 bảng. Bản hợp đồng kéo dài cho đến cuối mùa giải 1999-2000, khi Vodafone đồng ý một hợp đồng 4 năm trị giá 30 triệu bảng. Vodafone đồng ý trả 36 triệu bảng để gia hạn hợp đồng thêm 4 năm, nhưng khi còn hai mùa giải nữa mới hết hợp đồng tài trợ thì Vodafone chuyển sang tập trung tài trợ cho Champions League.
Bắt đầu mùa giải 2006-07, tập đoàn bảo hiểm Mỹ AIG đã đồng ý một hợp đồng tài trợ áo đấu 4 năm với giá trị 56,5 triệu bảng mà trong tháng 9 năm 2006 đã trở thành hợp đồng tài trợ áo đấu có giá trị nhất trên thế giới. Vào đầu mùa giải 2010-11, công ty bảo hiểm Mỹ Aon trở thành nhà tài trợ chính của câu lạc bộ trong một hợp đồng 4 năm với trị giá khoảng 80 triệu bảng Anh. Manchester United công bố hợp đồng tài trợ áo đấu sân tập đầu tiên trong tháng 8 năm 2011, đồng ý một hợp đồng 4 năm với DHL với trị giá 40 triệu bảng; đó là trường hợp đầu tiên tài trợ áo đấu trong bóng đá Anh. Hợp đồng DHL kéo dài trong hơn một năm trước khi câu lạc bộ mua lại hợp đồng vào tháng 10 năm 2012. Hợp đồng tài trợ áo đấu sân tập sau đó đã được bán cho hãng Aon vào tháng 4 năm 2013 cho một thỏa thuận trị giá 180 triệu bảng kéo dài 8 năm, trong đó cũng bao gồm việc mua quyền đặt tên cho Trung tâm huấn luyện Trafford.
Umbro từng là nhà sản xuất đồ thể thao cho câu lạc bộ và được thay thế bằng một hợp đồng 5 năm với Admiral Sportswear vào năm 1975. Adidas đã nhận được hợp đồng vào năm 1980, trước khi Umbro tái ký hợp đồng thứ hai vào năm 1992. Umbro tài trợ trong 10 năm, tiếp theo hãng Nike ký hợp đồng kỷ lục 302,9 triệu bảng kéo dài cho đến năm 2015; có 3,8 triệu chiếc áo được bán ra trong 22 tháng đầu tiên. Ngoài Nike và Chevrolet, câu lạc bộ cũng có nhiều nhà tài trợ cấp dưới bao gồm cả Aon và Budweiser.
Ngày 30 tháng 7 năm 2012, câu lạc bộ ký một hợp đồng 7 năm với tập đoàn ô tô Mỹ General Motors thay thế cho Aon từ mùa giải 2014-15. Hợp đồng mới có giá trị 80 triệu bảng Anh một năm có tổng trị giá 559 triệu bảng trong 7 năm với logo của với tên thương hiệu Chevrolet trên áo đấu. Nike công bố rằng họ sẽ không gia hạn hợp đồng tài trợ cho Manchester United sau mùa giải 2014-15 với lý do chi phí lên cao. Từ mùa giải 2015-16, Adidas sản xuất áo đấu Manchester United với một thỏa thuận hợp đồng 10 năm, đây là hợp đồng tài trợ kỷ lục thế giới trị giá tối thiểu 750 triệu bảng Anh.

## Quyền sở hữu và tài chính
Câu lạc bộ ban đầu được Công ty đường sắt Lancashire và Yorkshire cấp vốn hoạt động, sau đó trở thành công ty hữu hạn vào năm 1892 và bán cổ phần cho các cổ động viên địa phương với giá một bảng thông qua mẫu đơn đăng ký. Vào năm 1902, phần lớn quyền sở hữu được chuyển sang cho bốn thương nhân địa phương, trong đó có chủ tịch tương lai John Henry Davies. Những người này đã bỏ ra mỗi người 500 bảng để cứu câu lạc bộ khỏi cảnh phá sản. Sau khi Davies qua đời năm 1927, câu lạc bộ lần nữa đối mặt với nguy cơ phá sản nhưng được James W. Gibson ra tay hỗ trợ vào năm 1931 với khoản đầu tư 2.000 bảng. Gibson tiến cử con trai mình là Alan lên làm việc trong ban quản trị câu lạc bộ vào năm 1948, nhưng ba năm sau thì ông qua đời; gia đình Gibson duy trì quyền sở hữu câu lạc bộ thông qua vợ của James là bà Lillian, nhưng vị trí chủ tịch câu lạc bộ được giao cho cựu cầu thủ Harold Hardman.
Louis Edwards, một người bạn của Matt Busby, được bổ nhiệm vào ban quản trị sau thảm họa München, dần thu về nhiều cổ phần của câu lạc bộ; với khoản đầu tư xấp xỉ 40.000 bảng Anh, ông có nắm giữ 54% cổ phần và chính thức nằm quyền điều hành vào tháng 1 năm 1964. Khi Lillian Gibson qua đời vào tháng 1 năm 1971, cổ phần của bà được chuyển cho Alan Gibson, người mà vào năm 1978 đã bán một lượng cổ phần cho con trai của Louis Edwards là Martin; Martin Edwards trở thành chủ tịch câu lạc bộ sau khi cha ông qua đời vào năm 1980. Nhà tài phiệt truyền thông Robert Maxwell có ý muốn mua lại câu lạc bộ vào năm 1984 nhưng không thể đáp ứng cái giá mà Edwards đưa ra. Vào năm 1989, chủ tịch Martin Edwards có ý định bán câu lạc bộ cho Michael Knighton với giá 20 triệu bảng, nhưng thương vụ đổ bể. Thay vào đó Knighton ngồi vào hàng ngũ giám đốc câu lạc bộ.
Manchester United xuất hiện trên thị trường chứng khoán vào tháng 6 năm 1991, và tiếp tục nhận được đề nghị mua lại vào năm 1998 từ phía tập đoàn British Sky Broadcasting của Rupert Murdoch. Động thái này dẫn tới sự ra đời của Shareholders United Against Murdoch – giờ có tên là Manchester United Supporters' Trust – một nhóm cổ động viên thuyết phục các cổ động viên khác mua cổ phần của câu lạc bộ để ngăn không cho việc tiếp quản thù địch xảy ra. Ban lãnh đạo Manchester United chấp nhận lời đề nghị trị giá 623 triệu bảng, nhưng cuộc tiếp quản không thành do sự ngăn cản của Ban Độc quyền và Sáp nhập vào tháng 4 năm 1999. Vài năm sau, cuộc canh tranh quyền lực xuất hiện giữa huấn luyện viên Alex Ferguson và các đối tác đua ngựa là John Magnier và J. P. McManus. Hai nhân vật này khi đó đang dần thu về phần lớn lượng cổ phần. Trong cuộc tranh cãi bắt nguồn từ việc tranh giành quyền sở hữu chú ngựa Rock of Gibraltar, Magnier và McManus có ý đồ lật đổ Ferguson khỏi vị trí huấn luyện viên trưởng. Sau đó ban lãnh đạo phản ứng bằng việc tiếp cận các nhà đầu tư khác nhằm giảm thiểu ưu thế của hai người Ireland kia.
Vào tháng 5 năm 2005, Malcolm Glazer thu về 28,7 phần trăm số cổ phần câu lạc bộ nắm giữ bởi McManus và Magnier, từ đó có được quyền kiểm soát thông qua công ty đầu tư Red Football Ltd để chính thức mua lại câu lạc bộ với giá 800 triệu bảng. Sau khi thương vụ hoàn tất, câu lạc bộ lập tức bị gạt ra khỏi thị trường chứng khoán. Vào tháng 7 năm 2006, câu lạc bộ thông báo gói tái huy động vốn vay cho khoản nợ 660 triệu bảng khiến tiền lãi phải thanh toán hàng hàng năm giảm 30% xuống còn 62 triệu bảng một năm. Vào tháng 1 năm 2010, với số nợ 716,5 triệu bảng, Manchester United tiếp tục tái huy động vốn vay thông qua phát hành trái phiếu trị giá £504 triệu. Điều này giúp họ trả được 509 triệu tiền nợ các ngân hàng quốc tế. Tiền lãi hàng năm phải trả dựa trên trái phiếu – mãn hạn vào ngày 1 tháng 2 năm 2017 – là khoảng 45 triệu bảng mỗi năm. Dù nỗ lực tái cơ cấu nhưng các khoản nợ vẫn gây ra cuộc biểu tình của người hâm mộ vào ngày 23 tháng 1 năm 2010 tại Old Trafford và Trung tâm huấn luyện Trafford. Các nhóm cổ động viên khuyến khích các fan vào sân cổ vũ trong trang phục xanh lục vàng, màu sắc truyền thống của Newton Heath. Vào ngày 30 tháng 1 năm 2010, Manchester United Supporters' Trust tổ chức các cuộc họp với nhóm các cổ động viên giàu có được gọi là "Red Knights" nhằm mua lại quyền điều hành của nhà Glazer.
Vào tháng 8 năm 2011, báo chí đưa tin nhà Glazer gặp gỡ Credit Suisse nhằm chuẩn bị cho việc phát hành lần đầu ra công chúng (IPO) với mức giá 1 tỉ đô la Mỹ (khoảng 600 triệu bảng Anh) trên thị trường chứng khoán Singapore và định giá câu lạc bộ ở mức 2 tỉ đô la. Tuy nhiên, vào tháng 7 năm 2012, câu lạc bộ thông báo kế hoạch niêm yết IPO tại New York Stock Exchange. Cổ phần được chào bán với mức giá từ 16 tới 20 đô, nhưng mức giá bị cắt giảm xuống còn 14 đô la trước phiên IPO vào ngày 10 tháng 8 do những bình luận tiêu cực từ các nhà phân tích Phố Wall cũng như màn ra mắt thất vọng trên thị trường chứng khoán của Facebook vào tháng 5. Mặc dù vậy Manchester United vẫn có giá trị 2,3 tỉ đô la và trở thành câu lạc bộ bóng đá giá trị nhất thế giới.

## Cầu thủ

### Đội hình chính thức
Tính đến ngày 12 tháng 6 năm 2025
Ghi chú: Quốc kỳ chỉ đội tuyển quốc gia được xác định rõ trong điều lệ tư cách FIFA. Các cầu thủ có thể giữ hơn một quốc tịch ngoài FIFA.
| Số | VT | Quốc gia    | Cầu thủ                      |
| -- | -- | ----------- | ---------------------------- |
| 1  | TM | Thổ Nhĩ Kỳ  | Altay Bayındır               |
| 3  | HV | Maroc       | Noussair Mazraoui            |
| 4  | HV | Hà Lan      | Matthijs de Ligt             |
| 5  | HV | Anh         | Harry Maguire                |
| 6  | HV | Argentina   | Lisandro Martínez            |
| 7  | TV | Anh         | Mason Mount                  |
| 8  | TV | Bồ Đào Nha  | Bruno Fernandes (đội trưởng) |
| 9  | TĐ | Đan Mạch    | Rasmus Højlund               |
| 11 | TĐ | Hà Lan      | Joshua Zirkzee               |
| 13 | HV | Đan Mạch    | Patrick Dorgu                |
| 15 | HV | Pháp        | Leny Yoro                    |
| 16 | TV | Bờ Biển Ngà | Amad Diallo                  |
| 17 | TĐ | Argentina   | Alejandro Garnacho           |

| Số | VT | Quốc gia   | Cầu thủ          |
| -- | -- | ---------- | ---------------- |
| 18 | TV | Brasil     | Casemiro         |
| 20 | HV | Bồ Đào Nha | Diogo Dalot      |
| 22 | TM | Anh        | Tom Heaton       |
| 23 | HV | Anh        | Luke Shaw        |
| 24 | TM | Cameroon   | André Onana      |
| 25 | TV | Uruguay    | Manuel Ugarte    |
| 26 | HV | Anh        | Ayden Heaven     |
| 37 | TV | Anh        | Kobbie Mainoo    |
| 41 | HV | Anh        | Harry Amass      |
| 43 | TV | Anh        | Toby Collyer     |
| 55 | HV | Anh        | Tyler Fredricson |
| 56 | TĐ | Đan Mạch   | Chido Obi        |
| —  | TĐ | Brasil     | Matheus Cunha    |

### Cho mượn
Ghi chú: Quốc kỳ chỉ đội tuyển quốc gia được xác định rõ trong điều lệ tư cách FIFA. Các cầu thủ có thể giữ hơn một quốc tịch ngoài FIFA.
| Số | VT | Quốc gia | Cầu thủ                                                    |
| -- | -- | -------- | ---------------------------------------------------------- |
| 10 | TĐ | Anh      | Marcus Rashford (tại Aston Villa đến 30 tháng 6 năm 2025)  |
| 12 | HV | Hà Lan   | Tyrell Malacia (tại PSV Eindhoven đến 30 tháng 6 năm 2025) |
| 21 | TĐ | Brasil   | Antony (tại Real Betis đến 30 tháng 6 năm 2025)            |

| Số | VT | Quốc gia | Cầu thủ                                              |
| -- | -- | -------- | ---------------------------------------------------- |
| 36 | TĐ | Anh      | Ethan Wheatley (tại Walsall đến 30 tháng 6 năm 2025) |
| 44 | TV | Anh      | Dan Gore (tại Rotherham đến 30 tháng 6 năm 2025)     |
| —  | TĐ | Anh      | Jadon Sancho (tại Chelsea đến 30 tháng 6 năm 2025)   |

### Đội trẻ và đội học viện
Tính đến ngày 1 tháng 7 năm 2023
Danh sách cầu thủ U-21 và cầu thủ Học viện thi đấu cùng đội một:
Ghi chú: Quốc kỳ chỉ đội tuyển quốc gia được xác định rõ trong điều lệ tư cách FIFA. Các cầu thủ có thể giữ hơn một quốc tịch ngoài FIFA.
| Số | VT | Quốc gia    | Cầu thủ                                        |
| -- | -- | ----------- | ---------------------------------------------- |
| 36 | TV | Anh         | Tom Huddlestone (cầu thủ kiêm huấn luyện viên) |
| 32 | HV | Pháp        | Willy Kambwala                                 |
| 40 | TM | Séc         | Radek Vítek                                    |
| 43 | TV | Anh         | Toby Collyer                                   |
| 44 | TV | Anh         | Dan Gore                                       |
| 45 | TM | Bắc Ireland | Dermot Mee                                     |
| 48 | HV | Anh         | Will Fish                                      |
| 49 | TĐ | Anh         | Ethan Ennis                                    |
| 51 | HV | Anh         | Rhys Bennett                                   |

| Số | VT | Quốc gia  | Cầu thủ          |
| -- | -- | --------- | ---------------- |
| 52 | TĐ | Anh       | Joe Hugill       |
| 55 | HV | Anh       | Tyler Fredricson |
| 59 | TV | Ba Lan    | Maxi Oyedele     |
| 60 | HV | Anh       | Sonny Aljofree   |
| 61 | HV | Anh       | Sam Murray       |
| 63 | TV | Gibraltar | James Scanlon    |
| 67 | TV | Anh       | Sam Mather       |
| 71 | TM | Anh       | Tom Wooster      |

## Ban huấn luyện
| Chức vụ                                              | Tên                                                           |
| ---------------------------------------------------- | ------------------------------------------------------------- |
| Huấn luyện viên trưởng                               | Ruben Amorim                                                  |
| Trợ lý Huấn luyện viên                               | Carlos Fernandes                                              |
| Các huấn luyện viên đội 1                            | Adélio Cândido Emanuel Ferro Darren Fletcher Andreas Georgson |
| Huấn luyện viên trưởng thủ môn                       | Jorge Vital                                                   |
| Trợ lý Huấn luyện viên thủ môn                       | Craig Mawson                                                  |
| Trưởng bộ phận thể chất                              | David Binningsley Andy Walling Ibrahim Kerem                  |
| Trưởng bộ phận phục hồi chức năng và vật lý trị liệu | Ed Leng                                                       |
| Huấn luyện viên thể hình                             | Paulo Gaudino Charlie Owen                                    |
| Huấn luyện viên thể lực                              | Michael Clegg                                                 |
| Trưởng nhóm khoa học thể thao đội một                | Michael Clegg                                                 |
| Giám đốc phát triển cầu thủ đội 1                    | Michael Eglon                                                 |
| Giám đốc học viện                                    | Nick Cox                                                      |
| Huấn luyện viên U-23                                 | Neil Wood                                                     |
| Huấn luyện viên U-18                                 | Neil Ryan                                                     |

### Những huấn luyện viên trong lịch sử
| Giai đoạn       | Tên                 | Ghi chú                                                |
| --------------- | ------------------- | ------------------------------------------------------ |
| 1878–1892       | Không rõ            |                                                        |
| 1892–1900       | A. H. Albut         |                                                        |
| 1900–1903       | James West          |                                                        |
| 1903–1912       | Ernest Mangnall     |                                                        |
| 1912–1914       | John Bentley        |                                                        |
| 1914–1921       | Jack Robson         |                                                        |
| 1921–1926       | John Chapman        |                                                        |
| 1926–1927       | Lal Hilditch        | Cầu thủ kiêm huấn luyện viên                           |
| 1927–1931       | Herbert Bamlett     |                                                        |
| 1931–1932       | Walter Crickmer     |                                                        |
| 1932–1937       | Scott Duncan        |                                                        |
| 1937–1945       | Walter Crickmer     |                                                        |
| 1945–1969       | Matt Busby          |                                                        |
| 1958            | Jimmy Murphy        | Huấn luyện viên tạm quyền                              |
| 1969–1970       | Wilf McGuinness     |                                                        |
| 1970–1971       | Matt Busby          |                                                        |
| 1971–1972       | Frank O'Farrell     |                                                        |
| 1972–1977       | Tommy Docherty      |                                                        |
| 1977–1981       | Dave Sexton         |                                                        |
| 1981–1986       | Ron Atkinson        |                                                        |
| 1986–2013       | Alex Ferguson       |                                                        |
| 2013–2014       | David Moyes         |                                                        |
| 2014            | Ryan Giggs          | Cầu thủ kiêm huấn luyện viên tạm quyền                 |
| 2014–2016       | Louis van Gaal      |                                                        |
| 2016–2018       | José Mourinho       |                                                        |
| 2018-2021       | Ole Gunnar Solskjær | Huấn luyện viên tạm quyền tới ngày 28 tháng 3 năm 2019 |
| 11/2021-12/2021 | Michael Carrick     | Huấn luyện viên tạm quyền                              |
| 2021–2022       | Ralf Rangnick       | Huấn luyện viên tạm quyền                              |
| 2022-nay        | Erik ten Hag        |                                                        |
| 2024            | Ruud van Nistelrooy | Huấn luyện viên tạm quyền                              |
| 2024-           | Ruben Amorim        |                                                        |

## Ban lãnh đạo
- Chủ sở hữu: Gia đình Glazer thông qua Công ty TNHH Red Football Shareholder[216]

### Công ty TNHH Manchester United
| Chức vụ                         | Tên                                                                                                   |
| ------------------------------- | --- |
| Đồng chủ tịch Hội đồng quản trị | Avram Glazer Joel Glazer                                                                              |
| Phó chủ tịch điều hành          | Ed Woodward                                                                                           |
| Giám đốc điều hành tập đoàn     | Richard Arnold                                                                                        |
| Giám đốc tài chính              | Cliff Baty                                                                                            |
| Phó giám đốc điều hành          | Collette Roche                                                                                        |
| Các Giám đốc không điều hành    | Bryan Glazer Kevin Glazer Edward Glazer Darcie Glazer Kassewitz Robert Leitão John Hooks Manu Sawhney |

### Câu lạc bộ bóng đá Manchester United
| Văn phòng                  | Tên                                                             |
| -------------------------- | --------------------------------------------------------------- |
| Chủ tịch danh dự           | Martin Edwards                                                  |
| Các giám đốc               | David Gill Michael Edelson Sir Bobby Charlton Sir Alex Ferguson |
| Thư ký câu lạc bộ          | Rebecca Britain                                                 |
| Giám đốc điều hành bóng đá | Alan Dawson MBE                                                 |

## Thành tích

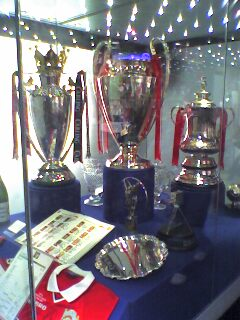
Cú ăn ba năm 1999.

Manchester United là một trong những câu lạc bộ thành công tại châu Âu. Chiếc cúp đầu tiên của câu lạc bộ là Manchester Cup vào năm 1886 khi còn mang tên là Newton Heath LYR. Vào năm 1908, câu lạc bộ giành chức vô địch quốc gia đầu tiên, và giành chức vô địch Cúp FA đầu tiên vào năm tiếp theo. Thời kỳ Manchester United giành nhiều danh hiệu nhất là thập kỷ 1990; năm chức vô địch quốc gia, bốn Cúp FA, một Cúp Liên đoàn, năm Charity Shield (trong đó có một lần đồng đoạt cúp), một UEFA Champions League, một Cúp C2 châu Âu, một Siêu cúp châu Âu và một Cúp Liên lục địa.
Đội hiện cùng nắm giữ kỷ lục vô địch nước Anh nhiều nhất với Liverpool (20), nhiều Siêu cúp Anh nhất (21). Họ cũng là câu lạc bộ Anh đầu tiên giành chức vô địch Cúp C1 vào năm 1968. Đội cũng từng vô địch FIFA Club World Cup với danh hiệu năm 2008. United cũng trở thành câu lạc bộ Vương quốc Anh duy nhất vô địch Cúp Liên lục địa năm 1999. Cúp gần đây nhất của câu lạc bộ đến tháng 5 năm 2017 đó là chức vô địch UEFA Europa League 2016-17.
Sau chức vô địch UEFA Europa League 2016-17, United trở thành câu lạc bộ thứ năm trong lịch sử đã giành được 3 cúp Châu âu bao gồm European Cup/UEFA Champions League, European Cup Winners' Cup/UEFA Cup Winners' Cup, và UEFA Cup/UEFA Europa League chỉ sau Juventus, Ajax, Bayern Munich và Chelsea.

### Danh hiệu chính thức
Quốc gia
- Giải vô địch quốc gia: 20 (kỷ lục)
  - 1907–08, 1910–11, 1951–52, 1955–56, 1956–57, 1964–65, 1966–67
  - 1992–93, 1993–94, 1995–96,1996–97, 1998–99, 1999–00, 2000–01, 2002–03, 2006–07, 2007–08, 2008–09, 2010–11, 2012–13
- Cúp FA: 13
  - 1908–09, 1947–48, 1962–63, 1976–77, 1982–83, 1984–85, 1989–90, 1993–94, 1995–96, 1998–99, 2003–04, 2015–16, 2023–24
- Cúp Liên đoàn Anh: 6
  - 1991–92, 2005–06, 2008–09, 2009–10, 2016–17, 2022–23
- Siêu cúp Anh: 21 (kỷ lục)
  - 1908, 1911, 1952, 1956, 1957, 1965*, 1967*, 1977*, 1983, 1990*, 1993
  - 1994, 1996, 1997, 2003, 2007, 2008, 2010, 2011, 2013, 2016 (* đồng vô địch)
- Giải hạng nhất Anh: 2
  - 1935–36, 1974–75

Châu Âu
- UEFA Champions League: 3
  - 1967–68, 1998–99, 2007–08
- UEFA Cup Winners' Cup: 1
  - 1990–91
- UEFA Europa League: 1
  - 2016–17
- UEFA Super Cup/Siêu cúp châu Âu: 1
  - 1991

Thế giới
- FIFA Club World Cup: 1
  - 2008
- Intercontinental Cup: 1
  - 1999